# Pommersche Medizinische Universität Stettin
Als Stettin der Volksrepublik Polen zugeschlagen worden war, wurde am 20. März 1948 die Akademie für Medizin gegründet. Sie war die dritte Hochschuleinrichtung der Stadt und erhielt ein Jahr später den Namen Pommersche Medizinische Akademie. Seit 2010 heißt sie Pommersche Medizinische Universität Stettin (poln.: Pomorski Uniwersytet Medyczny w Szczecinie; lat.: Universitas Medica Pomeraniensis Sedinae). Sie hat vier Fakultäten mit 5.200 Studenten.

## Leitung
Alfons Wojewski war 1962–1968 Dekan der Medizinischen Fakultät und 1968–1974 Vizerektor für klinische Angelegenheiten.

## Fakultäten
- Humanmedizinische Fakultät

Studium der Humanmedizin in polnischer und englischer Sprache
- Zahnmedizinische Fakultät

Studium der Zahnmedizin in polnischer und englischer Sprache, Ausbildung in Zahnhygiene
- Ärztlich-Biotechnologische und Labormedizinische Fakultät

Ausbildung von Biotechnologen und Laboranten
- Gesundheitswissenschaftliche Fakultät

Ausbildung von Gesundheits- und Krankenpflegern, Medizinisch-Technischen Assistenten, Rettungsassistenten, Hebammen,  Physiotherapeuten und Kosmetologen

## Zusammenarbeit mit deutscher Privatwirtschaft
Mit den Asklepios Kliniken vereinbarte die PUM 2013 ein neues medizinisches Studienprogramm. Es folgt den deutschen Standards für Medizin, Zahnmedizin, Pharmazie, Krankenpflege und Geburtshilfe. Das Programm umfasst drei Jahre Vorklinik sowie zwei Jahre klinische Lehrveranstaltungen und ein Jahr klinisch-praktische Tätigkeit an den Asklepios-Kliniken in Schwedt/Oder und Pasewalk. Jährlich werden 35 Studienplätze für das Englisch- und Deutschsprachige Studium der Medizin vergeben.

## Absolventen

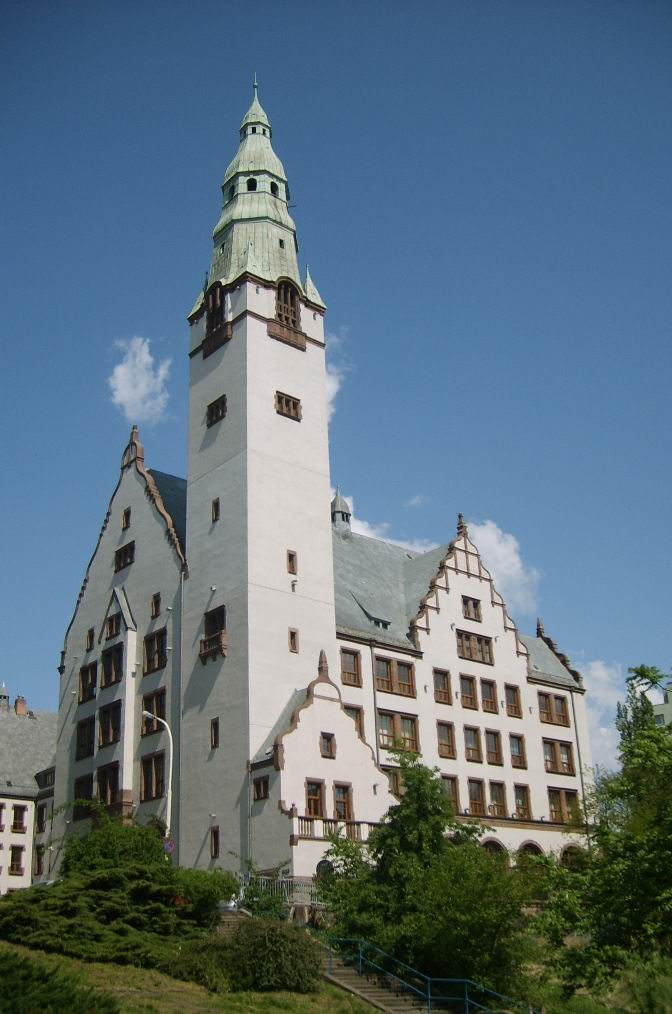
Rektorat, bis 1945 das Stadthaus

- Thaddäus Zajaczkowski
- Mirosława Masłowska
- Czesław Hoc
- Tomasz Grodzki
- Bartosz Arłukowicz